# クィントゥス・ポンペイウス・ルフス
クィントゥス・ポンペイウス・ルフス（ラテン語: Quintus Pompeius Rufus、- 紀元前88年）は、紀元前2世紀後期・紀元前1世紀初期の共和政ローマの政務官。紀元前88年に執政官（コンスル）を務めた。

## 出自
ルフスはプレプス（平民）であるポンペイウス氏族の出身。氏族は紀元前2世紀になって歴史に登場してくる。ポンペイウスという名前はカンパニアの都市ポンペイと語源は同じであることは明らかであるが、ポンペイウス氏族とヴェスヴィオ火山の噴火で地中に埋もれた都市との関係は不明である。
氏族最初の執政官はクィントゥス・ポンペイウスで、紀元前141年のことである。キケロによれば、ポンペイウス家は「取るに足らない、あまり知られていない家系」で、彼のキャリアにおいて先祖の功績に頼ることができなかった。彼の父親がフルート奏者だったという噂さえある。従って、典型的なノウス・ホモである。
カピトリヌスのファスティによれば、ルフスの父のプラエノーメン（第一名、個人名）はクィントゥス、祖父はアウルスである。このため、紀元前141年の執政官クィントゥスがルフスの父親である可能性がある。両者の間には大きな年齢差があるが、父クィントゥスは晩婚であったことが分かっている。両者が親子であるとすれば、ルフスには妹がおり、その息子が「クァエストル（財務官）で死んだ」ガイウス・シキニウスである。紀元前102年の護民官アウルス・ポンペイウスは親戚かもしれない。
遠い親戚には、紀元前89年の執政官グナエウス・ポンペイウス・ストラボがおり、その息子がガイウス・ユリウス・カエサルおよびマルクス・リキニウス・クラッススと第一回三頭政治を行ったグナエウス・ポンペイウス・マグヌスである。

## 経歴

### 早期の経歴
ルフスが最初に記録に登場するのは紀元前100年末のことである。この頃ローマ内部の政治対立は際立っており、元老院とエクィテス（騎士階級）は団結して、ポプラレス（民衆派）の護民官ルキウス・アップレイウス・サトゥルニヌスに対抗していた。結果、サトゥルニヌスは反乱を起こし、12月10日に殺害される。オロシウスによれば、護民官カトおよびポンペイウスが、サトゥルニヌスによってローマから追放されていたクィントゥス・カエキリウス・メテッルス・ヌミディクスの追放を解除する法案を提出した。オロシウスはこの二人のプラエノーメン（第一名、個人名）を挙げていないが、現代の研究者はポンペイウスの方はルフスに間違いないと考えている。また、両者は護民官であったと示唆される。
二人の護民官の提案は、多くの元老院議員から支持を受けたが、もう一人の護民官プブリウス・フリウスが強硬に反対したために実現しなかった。プルタルコスもオロシウスも、フリウスの背後には、反カエキリウス・メテッルス家のガイウス・マリウス（大マリウス）がいたとしている。最終的にはヌミディクスはローマに戻ることができた。ヌミディクスの帰還を提案したことから、ルフスはオプティマテス（門閥派）とみなすことができる。
紀元前91年、ルフスはプラエトルに就任するが、最も位が高いとされるプラエトル・ウルバヌス（首都担当法務官）を務めた。現代の研究者は、ルフスが護民官マルクス・リウィウス・ドルススの改革を支持していたと考えている。ドルススもルフスと同じく門閥派に属しており、騎士階級の権力強化に元老院に代わって対抗するものであったと思われる。当時権力濫用に関する法廷は、騎士階級が支配しており、プブリウス・ルティリウス・ルフスに冤罪を着せてローマから追放し、さらには元老院筆頭であるスカウルスに対する攻撃も行っていた。これに対してドルススは著名な元老院議員からの支援を受けていた。スカウルスのほか、当時最高の弁論家とされたルキウス・リキニウス・クラッスス（紀元前95年執政官）、クィントゥス・ムキウス・スカエウォラ・ポンティフェクス（紀元前95年執政官）、さらにマルクス・アントニウス・オラトル（紀元前99年執政官）、さらにドルススを支持した若い政治家にはガイウス・ユリウス・カエサル・ストラボ・ウォピスクス（紀元前90年上級按察官）、プブリウス・スルキピウス（紀元前88年護民官、ルフスとは非常に親しかった）、ガイウス・アウレリウス・コッタ（紀元前75年執政官）、ルキウス・ムンミウス（紀元前90年護民官）等がいた。ルキウス・コルネリウス・スッラは、この時点では法務官経験者に過ぎなかったが、やはりドルススを支持していた。
この改革は強い抵抗に遭い、法案は一旦は成立したものの、ポプラレス（民衆派）の執政官ルキウス・マルキウス・ピリップスによって取り消され、ドルスス自身も殺害された。このときの首都担当法務官としてのルフスの活動について知られている唯一のことは、悪行を重ねていたクィントゥス・ファビウス・マクシムス・アッロブロギクスの息子に対して、父の財産を使うことを禁じたことだけである。
翌年、ローマの同盟都市は反乱し、同盟市戦争が始まった。翌紀元前90年に民衆派の護民官クィントゥス・ウァリウス・セウェルスは、同盟都市の反乱を扇動したローマ市民を裁判にかけるための法律（ウァリウス法）を制定する。この法律に基づいて、ドルススの支持者への迫害が始まり、多くの者が亡命を余儀なくされた。ルフスも起訴された。当時まだ16歳であったキケロは、この裁判を見学していた。告訴側の証人はピリップスで、キケロは「ピリップスは雄弁で、その追求は告発人の力強さと能弁さを持っていた。」裁判結果は不明であるが、おそらくルフスは無罪となった。

### 執政官就任
紀元前89年末の執政官選挙に、ルフスは立候補した。このとき、ローマはアシア属州を占領したポントス王ミトリダテス6世との戦争を始めていた（第一次ミトリダテス戦争）。紀元前88年の執政官の一人が、ミトリダテスとの戦争の指揮をとることになっていたため、この選挙は特に激烈なものとなった。戦争自体はさほど困難なものとは思われなかったが、指揮官には名声、戦利品、人気が約束されているように思われた。ルフスは同盟市戦争で活躍し、ローマ最有力の家一族であるカエキリウス・メテッルス家の支援を得ていた、スッラと組んで選挙に臨んだ。これに先立ち、この同盟関係を強化するために、ルフスの息子とスッラの娘が結婚していた（紀元前90年）。
他の立候補者たちの中には、現役執政官のグナエウス・ポンペイウス・ストラボ、既に6回執政官を務めたガイウス・マリウスもいたとされている。ただし、ストラボの立候補は間違いである可能性が大きく、マリウスに関してはこれを事実とみる研究者と間違いと見る研究者に分かれる。他の立候補者にはガイウス・ユリウス・カエサル・ストラボ・ウォピスクスがいた。彼はまだ法務官も経験していなかったが、兄である前年の執政官ルキウス・ユリウス・カエサルのほか、クィントゥス・ルタティウス・カトゥルス（紀元前102年執政官）、マルクス・アントニウス・オラトル（紀元前99年執政官）の支援を受けていた。
選挙の実施は通常より遅れ、投票は紀元前88年の初めに行われた。二人の護民官プブリウス・スルキピウスとプブリウス・アンティスティウスが、法務官の経験なしに執政官になることは認められないとしてカエサル・ストラボの立候補に反対した。ストラボ・ウォピスクスにも護民官たちにも多数の支持者があり、街頭衝突まで起こった。結局カエサル・ストラボは立候補したものの敗れ、スッラとルフスが当選した。
スルキピウスがカエサル・ストラボの立候補を阻止しようとしたのは、誰のためであったかに関して、古代の資料は語らない。ただし、キケロの『友情について』は、ルフスとスルキピウスの関係が破綻したことに言及している。この破綻は驚きをもたらしたが、その瞬間からスルキピウスはルフスを憎むようになった。
この件に関しては歴史学上の論争となっている。多くの歴史学者は、スルキピウスが選挙において友人であるルフスを支持したと考えている。A. キブニーはドルスス「派」が分裂したあと、スルキピウスはスッラとルフスが率いる政治グループに参加したとしている。スルキピウスはこの二人が執政官選挙で当選することを助け、その見返りとしてドルススの政策を継続することを期待した。しかしこれは拒否され、スルキピウスは二人との同盟関係を破棄して、スッラの政敵である大マリウスとの関係修復に乗り出した。退役軍人による民会での支持と引き換えに、マリウスにミトリダテス戦争の指揮を委ねる密約を結んだのである。スルキピウスにとって、二人の執政官との決別は元老院との敵対に繋がり、民衆派への転向を意味していた。E. ベディアンによると、執政官と元老院がスルキピウスの法案を承認することを拒否した後、彼はマリウスと同盟を結んだ。
一方で、スルキピウスは執政官選挙前からマリウス派に転向していたとの説もある。彼はルフスとの友人関係のためではなく、ウィッリウス法の原則を守るためにカエサル・ストラボと戦ったに過ぎない。スルキピウスの関心事は、マリウスにミトリダテス戦争の指揮権を与えることであり、ローマ内部の政治問題には関心がなかった。

## ローマ内戦
二人の執政官のうち、ミトリダテスとの戦争はスッラが担当することとなり、ルフスはローマに残った。しかし、スッラの出発前にスルキピウスと両執政官の対立が始まった。スルキピウスはウァリウス法で追放された人々の帰還、2,000デナリウス以上の借金を有するものの元老院からの追放、同盟市戦争で新ローマ市民となったイタリア人を、全てのトリブスへ登録すること、を立法化しようとした。ポンペイとスッラは、直近のスルピキウスとの協力関係にもかかわらず、これらの法案に強力に反対した。アッピアノスによると、旧ローマ市民は団結して新市民に対抗した。法案の投票の前夜、街頭での衝突が始まり、「新たな暴動が予想され、法案の投票を延期する」ために、両執政官は公務執行の一時停止を宣言した。実際に暴動を避けたかったのか、あるいは投票結果がスルキピウスに有利になることを恐れていたのかもしれない。
スルキピウスは服の下に短剣を隠した支持者たち（マリウスの軍の退役軍人たちとの説がある）と共にフォルムへ行き、両執政官が民会を開いていたカストルとポルックス神殿で、両執政官に法案の投票を妨害しないように要求した。その後暴動が発生し、ルフスの息子が「あまりにも自由な発言をしたために」殺された。両執政官はフォルムから脱出した。ルフスは「逃走して隠れ」、スッラはマリウスの家に避難して、そこで交渉を行った。スッラは彼自身およびルフスのために妥協し、公務執行停止を取り消した。両者の紛争は解決したと考えられ、スッラは出発した。しかし、スルキピウスは最初の3つの法案に加え、マリウスにインペリウム（軍事指揮権）を与えてミトリダテスとの戦争に派遣するという第4の法案を提出した。これら4つの法案は、全て可決された。
プルタルコスは、スルキピウスがルフスを解任したと書いている。この説の信ぴょう性は不明である。他の古代の資料に同様の記載がないこと、さらにその後の出来事に関してルフスがスッラの同僚と書かれていることから、これを否定する歴史学者もいる。
ローマでの出来事を知ったスッラは、スルキピウスと対決することとし、ノラに駐屯していた軍をローマに向かって進めた。ローマ人がローマに軍を向けるのは、これが史上初めてのことであった。ルフスもこれに加わった。プルタルコスはルフスは当初よりこれに加わっていたとしており、アッピアノスはローマ近くで合流したとする。歴史学者キブニーはプルタルコス説の方が可能性が高いと考えている。元老院は何人もの特使を二人のもとに派遣したが、スッラとルフスは進軍を止めなかった。この軍は4個軍団からなっていたが、ルフスが1個軍団を率いてコッリナ門を占領した。その後、市街戦が始まった。側面からの攻撃が成功し、スッラとルフスは勝利を収め。マリウスとスルキピウスはローマから脱出した。
翌日、両執政官の圧力によりスルキピウスが成立させた法律は全て取り消され、スルキピウス、マリウスのほか11人が「国家の敵」とされた。すなわち、彼らを殺害しても咎められることはなく、財産は没収された。スルピキウスはすぐに殺害され、彼の切断された首級は、ローマの路上で公開された。

### 最期
ローマ占領後、プロコンスル（前執政官）としてイタリア北部にいたグナエウス・ポンペイウス・ストラボが解任され、その軍をルフスが引き継ぐこととなった。ストラボはまだローマに服従していない同盟都市と戦っていた。ウァレリウス・マクシムスによれば、ルフスへの指揮権委譲は元老院が決議したとし、アッピアノスは民会で決議されたとする。歴史学者の意見も、元老院説を支持するものと、民会説を支持するものに分かれる。
何れにせよ、この決定の背後にはスッラがいた。スッラは東方のミトリダテスと戦うのに先立ち、同盟関係にあるルフスに強力な軍隊を与える必要があった。手元に軍隊があれば、ルフス自身を守ることができ、またローマの秩序を維持できる。同じ頃、アフリカに逃亡したマリウスは軍を編成しており、ローマを攻撃する可能性があった。
ストラボはこの決定に不満であったが、一応辞任には同意した、しかし、ルフスは到着したその日に兵士に殺害されてしまった。ストラボは誰も罰せず、口頭での問責に留めた。さらに元老院の意向に直接反するものであったが、指揮権を継続した。この事件に関し、パテルクルスとリウィウスはストラボがルフスの殺害を組織したとしている。多くの歴史学者も、この説を支持している。

## 子孫
前述のように、ルフスの息子はスッラの娘と結婚したが、父の存命中に殺害された。しかし、この結婚で男子一人と女子一人が生まれている。息子クィントゥスは紀元前52年に護民官を務めた。娘ポンペイア・スッラはカエサルの二番目の妻となった。
また紀元前73年の元老院名簿にクィントゥス・ポンペイウス・ルフスの名前がある。T. モムゼンは、実子の死後ルフスが養子にした人物と推察しているが、F. ミュンツァーはこの説に信憑性はないとしている。

## 評価
キケロは『ブルトゥス』の中でルフスを「二流の弁論家」で、「自己弁護のための演説は自分で書いたが、ルキウス・アエリウス・スティロ・プラエコニヌス（作家・文献学者）の助けを得た」。歴史学においては、ストラボの取るに足らない親戚程度のあまり重要でない人物として扱われている。

## 参考資料

### 古代の資料
- アッピアノス『ローマ史』
- クィントゥス・アスコニウス・ペディアヌス『キケロ演説に対する注釈書』
- ウァレリウス。マクシムス『有名言行録』
- ウェッレイウス・パテルクルス『ローマ世界の歴史』
- シケリアのディオドロス『歴史叢書』
- カピトリヌスのファスティ
- ティトゥス・リウィウス『ローマ建国史』
- オロシウス『異教徒に反論する歴史』
- プルタルコス『対比列伝』
- プルタルコス『王と将軍たちの名言集』
- マルクス・トゥッリウス・キケロ『ブルトゥス』
- マルクス・トゥッリウス・キケロ『友情について』
- マルクス・トゥッリウス・キケロ『『ウェッレス弾劾』』
- マルクス・トゥッリウス・キケロ『フォンテイウス弁護』
- クインティリアヌス『弁論家の教育』

### 研究書
- Egorov A.B. Rome on the verge of eras. Problems of the birth and formation of the principle. - L .: Publishing house of the Leningrad University, 1985 .-- 223 p.
- Egorov A.B. Julius Caesar. Political biography. - SPb. : Nestor-History, 2014 .-- 548 p. - ISBN 978-5-4469-0389-4 .
- Keaveney A. What happened in 88?  // Studia Historica. - 2006. - No. VI . - S. 213-252 .
- Korolenkov A.V. Legislation of Publius Sulpicius and features of its socio-political context  // Bulletin of ancient history. - 2015. - No. 3 . - S. 30-45 .
- Korolenkov A. V. Pompey Strabo in the civil war of 88-82. BC e. // Μνῆμα. Sat. scientific papers dedicated to the memory of prof. Vladimir Danilovich Zhigunin. - 2002. - S. 313-327 .
- Korolenkov A.V., Smykov E.V. Sulla. - M .: Molodaya gvardiya, 2007 .-- 430 p. - ISBN 978-5-235-02967-5 .
- Lapyrenok R.V., Guy Marius and Publius Sulpicius // Studia historica. - 2004. - Issue. 4 . - S. 62-74 .
- Mommsen T. History of Rome. - Rostov-on-Don: Phoenix, 1997 .-- T. 2.- 642 p. - ISBN 5-222-00046-X .
- Utchenko S. L. Ancient Rome. Developments. People. Ideas. - M .: Nauka, 1969 .-- 323 p.
- Broughton T. RS Magistrates of the Roman Republic. - N. Y. , 1951. - Vol. I. - P. 600.
- Broughton TRS Magistrates of the Roman Republic. - New York, 1952. - Vol. II. - P. 558.
- Keaveney A. Sulla: The Last Republican. - London; Canberra, 1982 .-- 243 p.
- Leach P. Pompey the Great. - London; New York, 1978 .-- 265 p.
- Miltner F. Pompeius // Paulys Realencyclopädie der classischen Altertumswissenschaft . - 1952 .-- T. XXI, 2 . - P. 2050-2053.
- Miltner F. Pompeius 39 // Paulys Realencyclopädie der classischen Altertumswissenschaft . - 1952 .-- T. XXI, 2 . - P. 2250-2252.
- Miltner F. Pompeius 40 // Paulys Realencyclopädie der classischen Altertumswissenschaft . - 1952 .-- T. XXI, 2 . - P. 2252.
- Miltner F. Pompeius 42 // Paulys Realencyclopädie der classischen Altertumswissenschaft . - 1952 .-- T. XXI, 2 . - P. 2253-2254.
- Miltner F. Pompeius 45 // Paulys Realencyclopädie der classischen Altertumswissenschaft . - 1952 .-- T. XXI, 2 . - P. 2254-2262.
- Miltner F. Pompeius 51 // Paulys Realencyclopädie der classischen Altertumswissenschaft . - 1952 .-- T. XXI, 2 . - P. 2263.
- Seager R. Pompey the Great: a political biography. - Oxford: Blackwell, 2002 .-- 176 p.
- Van Ooteghem J. Pompée le Grand, bâtisseur d'Empire. - Bruxelles: Palais des Academies, 1954.